# Roukojärvi
Roukojärvi är en sjö i Pajala kommun i Norrbotten och ingår i Torneälvens huvudavrinningsområde. Sjön har en area på 0,642 kvadratkilometer och ligger 261,9 meter över havet. Roukojärvi ligger i Torne och Kalix älvsystem Natura 2000-område. Sjön avvattnas av vattendraget Vähäjoki.

## Delavrinningsområde
Roukojärvi ingår i det delavrinningsområde (755138-180994) som SMHI kallar för Utloppet av Roukojärvi. Medelhöjden är 294 meter över havet och ytan är 22,06 kvadratkilometer. Det finns inga avrinningsområden uppströms utan avrinningsområdet är högsta punkten. Vähäjoki som avvattnar avrinningsområdet har biflödesordning 4, vilket innebär att vattnet flödar genom totalt 4 vattendrag innan det når havet efter 333 kilometer. Avrinningsområdet består mestadels av skog (81 procent) och sankmarker (16 procent). Avrinningsområdet har 0,65 kvadratkilometer vattenytor vilket ger det en sjöprocent på 2,9 procent.